# Kölner Grüngürtel

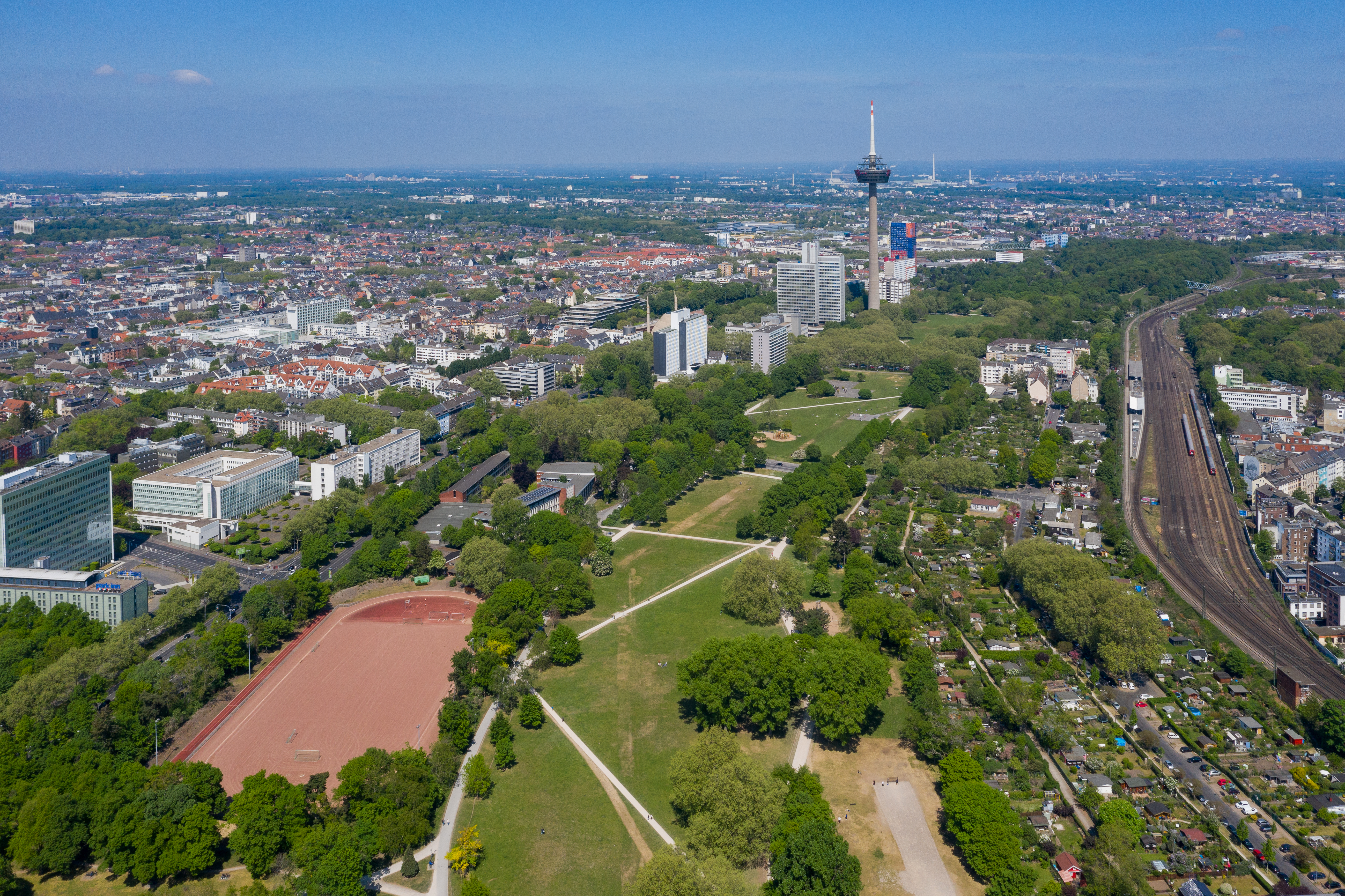
Innerer Grüngürtel zwischen Köln-Ehrenfeld und Neustadt

Die Kölner Grüngürtel sind planmäßig angelegte Grünzonen, die sich auf beiden Ufern des Rheins halbkreisförmig um die Stadt Köln legen. Sie sind aus den ehemaligen Festungsrayons des Kölner Festungsrings entstanden.

## Vorgeschichte
Schon im Mittelalter duldete die Stadt Köln rund um die Stadtmauern keine Bebauung, insbesondere keine Burgen oder Festen Häuser (befestigte Häuser). Dies blieb erst recht geboten mit dem Aufkommen von Kanonen und der Verstärkung der Stadtmauern durch vorgesetzte Bastionen und Bollwerke. Mit dem Übergang der französisch besetzten Rheinlande an Preußen nach dem Wiener Kongress 1815 baute die Militärverwaltung Köln 1816 bis 1846 (linksrheinisch) und 1818 bis 1863 (um Deutz) zu einer Festungsstadt aus. Vor die Bollwerke wurden nun im Abstand von 480 bis 560 Meter 14 Forts und neun kleinere Lünetten gelegt, die aber schon nach dem Deutsch-Französischen Krieg durch einen ab 1873 bis 1881 um die Vorstädte gelegten äußeren Festungsring mit elf Forts und unzähligen Zwischenwerken ersetzt wurden. Um 1900 galt Köln als größte Festung im Deutschen Reich. Genau darin bestand andererseits das städtebauliche Problem für die moderne Gestaltung der Stadt, die dringend der Erweiterung bedurfte: Wohnsiedlungen und Flächen für die Industrieentwicklung fehlten. Zudem machte die militärtechnische Entwicklung die Festungsbauten zusehends überflüssig. Moderne Schusswaffen waren längst in der Lage, die Schussfelder mühelos zu überbrücken. 1907 erwarb die Stadt Köln das Festungsareal von Preußen nach Zahlung von dreiundzwanzig Millionen Reichsmark. Köln verlor seine Eigenschaft als Festungsstadt und konnte sich endlich ausbreiten. Zwar blieb der innere Festungsring bis zum Ende des Ersten Weltkrieges noch baulich existent, er wurde aber auf Grundlage des Vertrag von Versailles unmittelbar danach geschleift. Hier setzte die vorausschauende Planung des Oberbürgermeisters Konrad Adenauer ein, der die Bedeutung eines natürlichen Luftfilters für die Menschen in der Großstadt erkannte und neben dem Städtebauer Fritz Schumacher auch den Gartendirektor Fritz Encke nach Köln holte. Ihre gemeinsame Idee war die der multifunktionalen Grünanlagen, die sie in Kölns Äußerem Grüngürtel verwirklichten.

## Anlage der Grüngürtel
Nach dem Willen der englischen Besatzung sollten die Festungsanlagen als Ödland liegen bleiben. Der damalige Kölner Oberbürgermeister Adenauer erreichte es, dass nicht alle Anlagen nach der Entfestigung abgerissen werden mussten und dass das Umfeld nach einem Generalbebauungsplan des Hamburger Stadtplaners Fritz Schumacher in Parkanlagen umgewandelt werden durfte, auch um dadurch Bodenspekulationen zu vermeiden. Ab 1922 konnte nach Überwindung von Widerständen von Seiten der zu enteignenden Grundbesitzer mit der Anlage von Grünflächen und Sportanlagen begonnen werden. Die Arbeiten wurden in der Zeit hoher Arbeitslosigkeit nach dem Ersten Weltkrieg als Arbeitsbeschaffungsmaßnahme durchgeführt. Der Innere Festungsring lässt sich in Deutz nur noch an Straßenverläufen rekonstruieren. Der innerste Rayon um Kölns mittelalterliche Mauern war bereits ab 1881 von den niedergelegten mittelalterlichen Stadtmauern und den neuzeitlichen Bastionen, die zu Ringstraßen gestaltet wurden, bis zur Bahnlinie mit der Kölner Neustadt planmäßig bebaut worden, nachdem die Stadt dem preußischen Fiskus diesen 120 Hektar großen Teil des Festungsgürtels mit Ratsbeschluss vom 23. Mai 1880 für 11.794 000 Mark abgekauft hatte. Auch die Kölner Ringe waren schon teilweise durch Grünanlagen aufgelockert worden. In die Neustadt waren bereits kleinere Parkflächen integriert. In den größten Park in der Südstadt, den Volksgarten, hatte der Gartenarchitekt Adolf Kowallek bereits Lünette 3 und Fort IV als Bauwerke integriert.

## Innerer Grüngürtel
Ganz ließ sich der Ring um Köln nicht schließen. Der Innere Grüngürtel reicht circa sieben Kilometer vom Rhein bei Köln-Riehl bis zur Luxemburger Straße (bis in die 1960er Jahre nur bis zur Zülpicher Straße). Die Parkanlagen um Fort IV im Volksgarten, die von Adolf Kowallek bereits 1887 bis 1889 angelegt worden waren, sind durch die Bahnlinie zur Kölner Südbrücke abgetrennt und fallen so nicht als zum Grüngürtel gehörig auf. Die ab der Luxemburger Straße nach Bonn abbiegende Bahnstrecke macht die Unterbrechung noch deutlicher. Erst am Rheinufer ist mit dem Friedenspark um Fort I mit erhalten gebliebenen Festungsterrassen als Blumengarten wieder ein Stück Grüngürtel zu sehen. Sein Gegenstück ist der Rosengarten um Fort X am Neusser Wall. Dazwischen liegen große Park- und Wiesenflächen und der damals angelegte vier Hektar große Aachener Weiher an der Aachener Straße. Auch die Universität konnte sich hier 1929/1934 ausbreiten. Besonders an der Universität und dem Aachener Weiher sind die damals dominierenden geometrischen Formen der Wege und Anlagen auch heute noch zu erkennen.
Der Innere Grüngürtel wird zur Innenstadt hin von der ringförmig um die Neustadt herumgeführten Bahnlinie und zu den Vororten von der Inneren Kanalstraße / Universitätsstraße begrenzt. Die Anlage erfolgte im Wesentlichen zwischen 1922 und 1924.

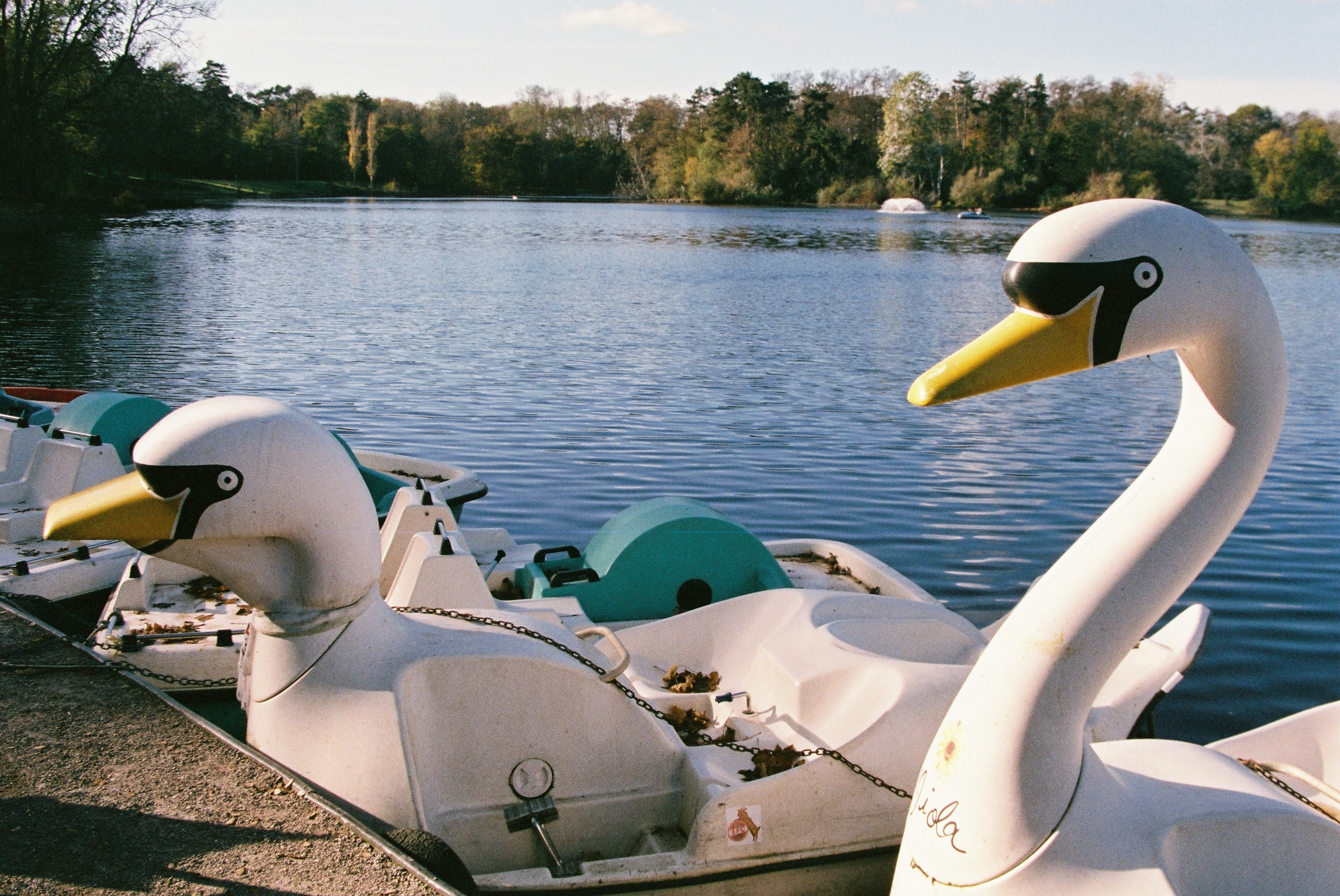
Tiermotiv-Tretboote am Kalscheurer Weiher

Ein Teilstück des Inneren Grüngürtels ist ein zwischen dem Merheimer Platz und der auf die Inneren Kanalstraße einmündenden Escher Straße gelegener kleiner Park im Stadtteil Köln-Nippes, die sogenannte „Alhambra“, nachempfunden dem Löwenhof der Alhambra in Granada. Das Kernstück dieser streng symmetrisch gestalteten Anlage bildet ein wohl nach Karl Foersters (1874–1970) Vorstellungen angelegter „Senkgarten“ (eingetiefter Staudengarten) mit einem Brunnen im Mittelpunkt. Dieser zentrale Brunnen und ein kleiner Wandbrunnen am Nordende des Parks stehen seit Jahren trocken. Den westlichen Bereich der Anlage bildet ein Ballspielplatz. Die beiden Kopfenden der kleinen Anlage haben älteren Baumbestand, unter den Bäumen stehen an der Südseite Ruhebänke, an der Nordseite liegt ein Kinderspielplatz. Nach jahrzehntelangem Verfall wurde die historische Anlage 2024 mit öffentlichen und Stiftungs-Mitteln wiederhergestellt, zunächst noch ohne Wiederbelebung des Brunnens.
Seit dem 6. Mai 2018 trägt der Teil des Grüngürtels zwischen Aachener und Vogelsanger Straße den Namen Carola-Williams-Park. Von 1947 bis 1955 stand hier der Williamsbau.
Das Freigelände der rechtsrheinischen älteren Festungsanlagen konnte nur an zwei Stellen für größere Grünanlagen genutzt werden, so besonders das des nördlichen Forts XI am Rhein, dessen Areal einen Teil des Rheinparks bildet. Eine Lunette in der Nähe des Jüdischen Friedhofs Deutz bot Platz für den Deutzer Stadtgarten.

## Äußerer Grüngürtel

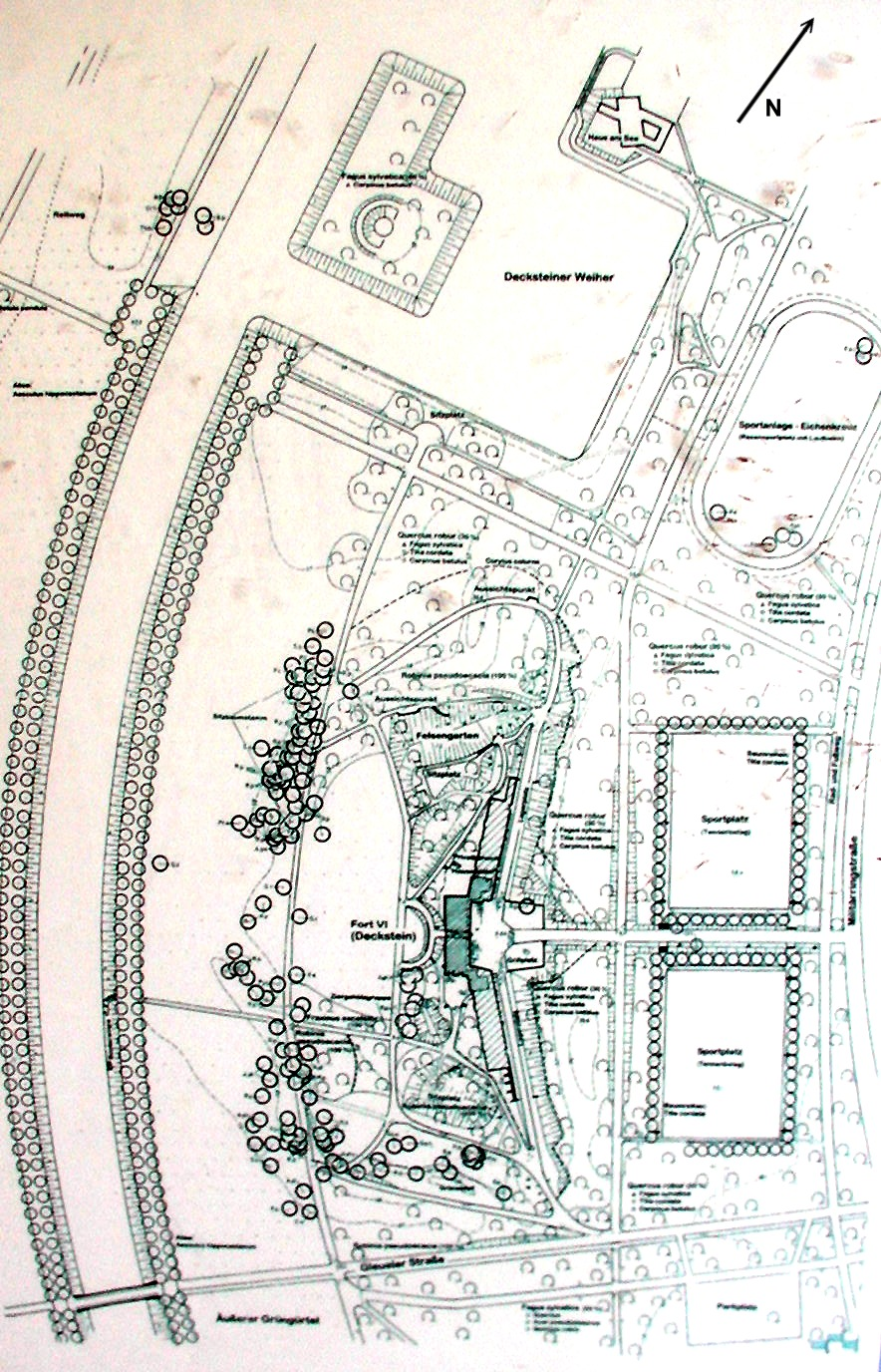
Skizze Fort VI Deckstein

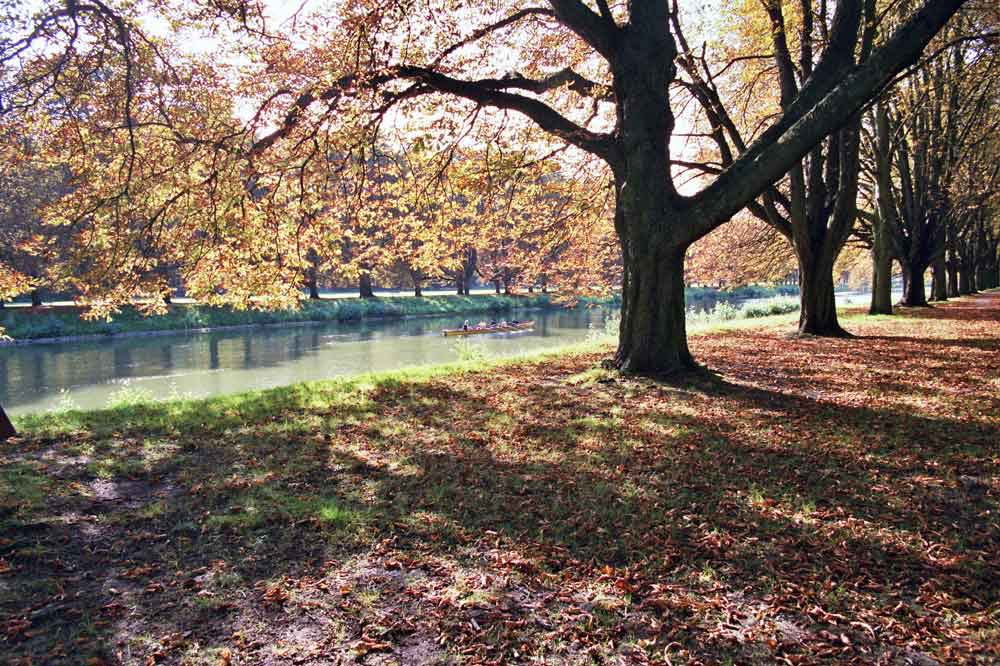
Decksteiner Weiher

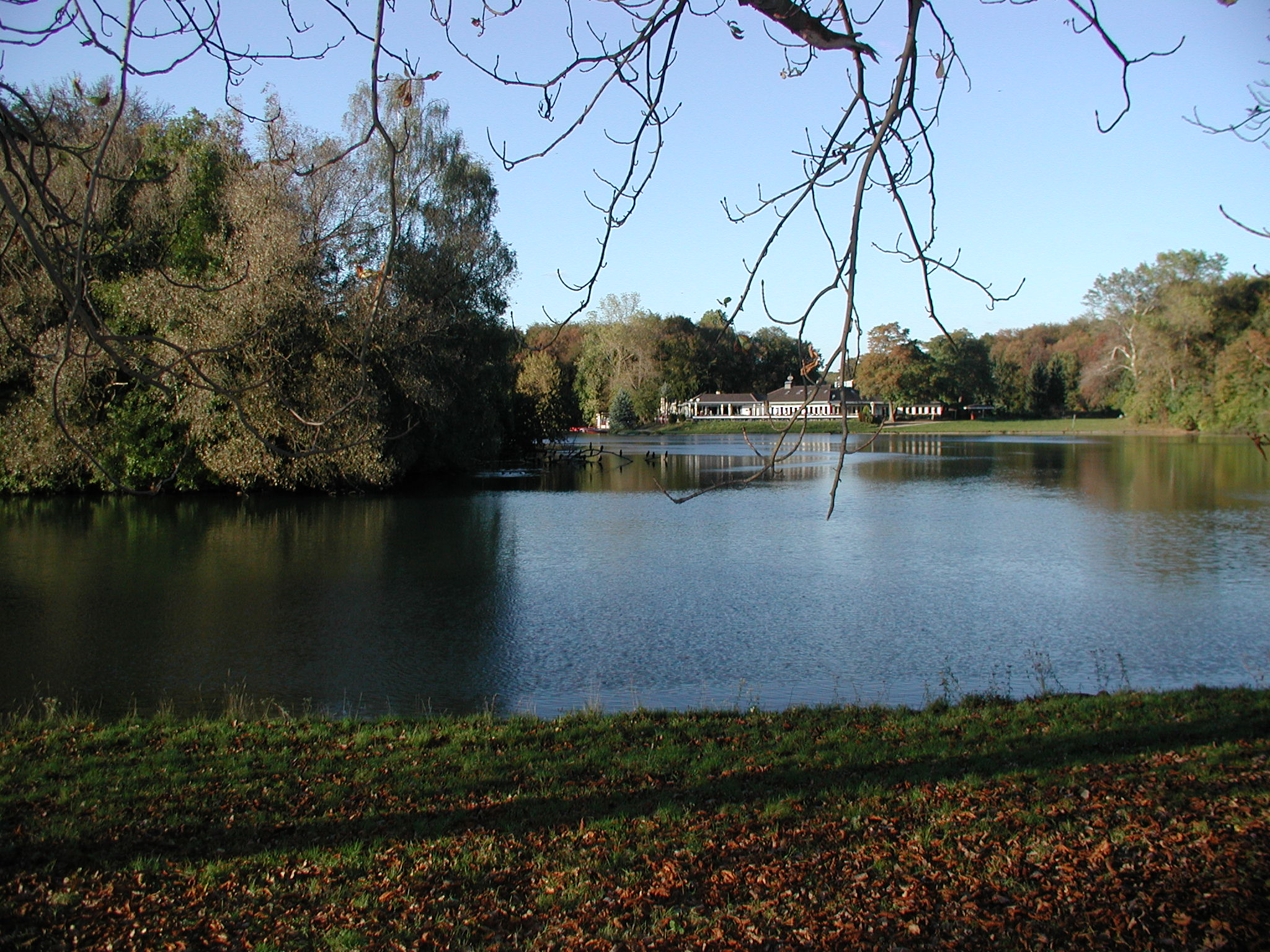
Haus am See, Decksteiner Weiher, äußerer Grüngürtel

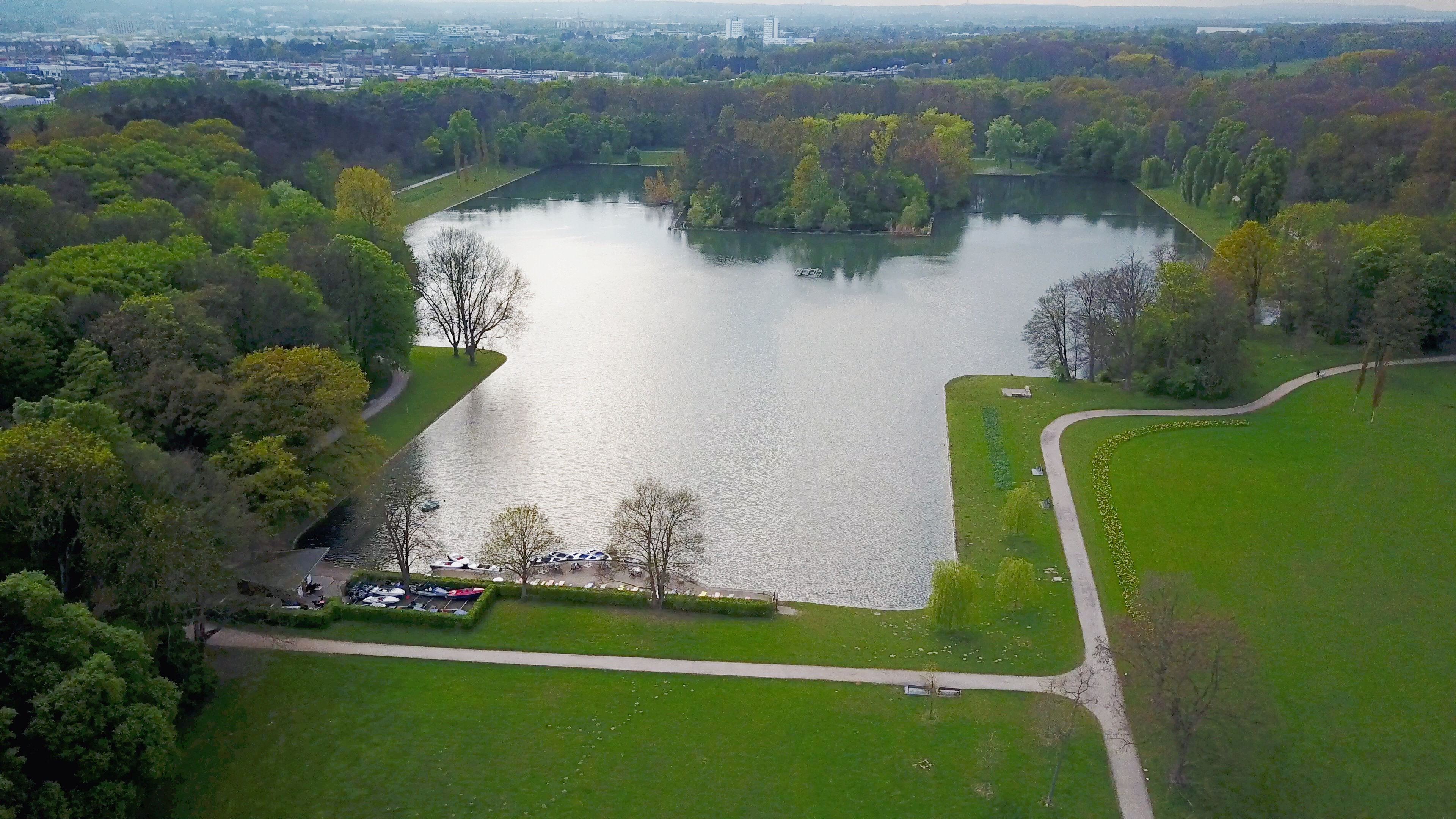
Der Kalscheurer See von oben

Panorama des Kalscheurer Sees

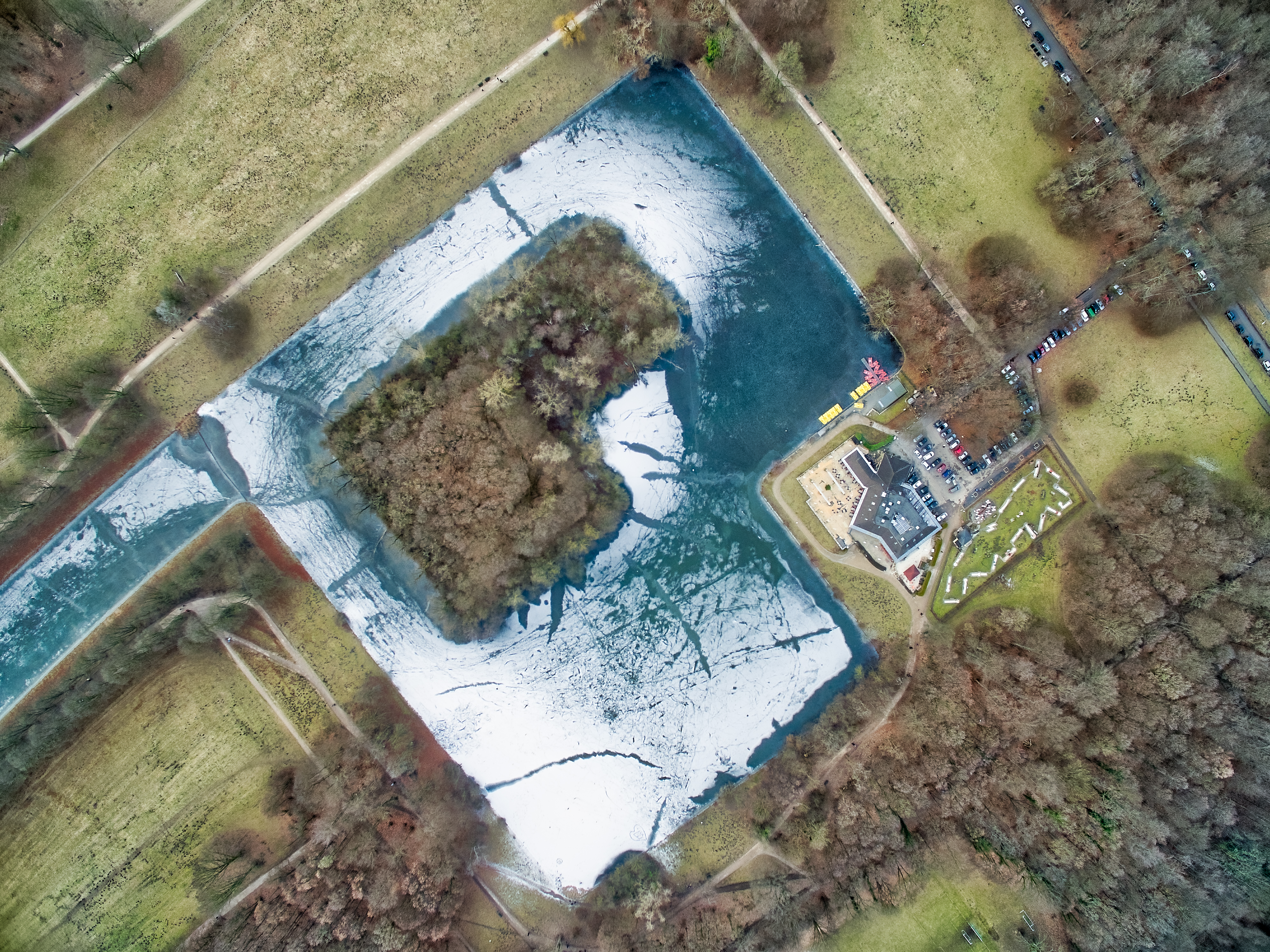
Der Decksteiner Weiher zugefroren im Januar 2017

Der Äußere Grüngürtel reicht über das damalige Kölner Stadtgebiet hinaus. Es mussten also auch Ländereien aus den Gemeinden des Umlandes gekauft oder gegen Entschädigung enteignet werden. Nach einem Stadtführer von 1927 sollten damals 200 Hektar Grünanlagen mit „Sport und Spielwiesen, Schulgärten, Waldschulen, Luftbädern und Blumengärten“ entstehen. Seit der Eröffnungsfeier am 16. September 1923 erstreckt sich der Grüngürtel auf einer Fläche von etwa 800 Hektar, davon 400 Hektar Wald, alles mit begleitenden Fuß- und Radwegen. Der Militärring durchzieht den ganzen Äußeren Grüngürtel; zur Stadt hin liegen kleinteilige Parzellen, Kleingärten und Friedhöfe. Auf der anderen Seite der Straße folgt ein mit Sportflächen und den ehemaligen Festungswerken durchsetzter Waldstreifen, an den sich wiederum offene Wiesen und eingebettete Wasserflächen anschließen: Kalscheurer Weiher, Decksteiner Weiher und Adenauerweiher; deren Aushub wurde zu Hügeln aufgeschüttet. Ein neu angepflanzter Waldgürtel mit schnell wachsenden ausländischen Baumarten schließt den Gürtel ab; er bildet eine Schutzzone zur übermächtigen Braunkohle- und Chemieindustrie im anschließenden Vorgebirge und schwächt die Emissionen der Autobahnen A 4 und A 1. Besonders gut ausgebildet ist der Landschaftspark im Sektor zwischen Aachener Straße und Bonner Straße. Er wird auch von der Bevölkerung Kölns und des Umlandes am stärksten genutzt.
Beiderseits der Aachener Straße wurde im Zuge des Grüngürtels ein großes Sportzentrum mit Stadion und zahlreichen anderen Sportanlagen errichtet.
Die Kölner Forstverwaltung hat 2010 mit Unterstützung von Sponsor-Firmen zwischen dem den Decksteiner Weiher begleitenden Wald und der Autobahn ein Experimentierfeld zur Waldentwicklung im Klimawandel geschaffen: das Waldlabor. Es gesellt sich so zum Forstbotanischen Garten und dem Arboretum am Kölner Stadtwald, die beide auch im Äußeren Grüngürtel liegen. Das erschlossenen Gelände ist vom Parkplatz am Haus am See und von der Haltestelle Stüttgenhof zu erreichen. Es werden Führungen angeboten.

### Freizeitgestaltung und Gastronomie
Auf dem Decksteiner Weiher und dem Kalscheurer Weiher kann man Kahn fahren. Mit Genehmigung der Stadt verleiht dort der Verein „Unser Kalscheurer Weiher e. V.“, der aus einer Bürgerinitiative entstanden ist, die Kähne und betreibt ein Büdchen. Der Verein hat die Kähne und Tretboote vom Vorpächter übernommen und restauriert und ein von der Stadt abgerissenes Büdchen mit Toilettenanlage im Landschaftsschutzgebiet unter besonderen Auflagen wieder aufgebaut. Ein Minigolfplatz ist am Decksteiner Weiher neben dem Haus am See angelegt. Dort und am anderen Ende des Weihers, im Clubhaus des 1. FC Köln, gibt es ein gehobenes gastronomisches Angebot. Dies wird am Adenauerweiher noch übertroffen durch den Club Astoria, der 1948 für belgische Besatzungsoffiziere gebaut worden war; nach deren Abzug und entsprechenden Umbauten eröffnete der Club im September 2007 neu.

### Grüngürtel-Rundwanderweg
Die Kölner Grünstiftung hat 2014 die Ausweisung und Auszeichnung eines etwa 65 km langen Rundwegs im Äußeren Grüngürtel übernommen, der teilweise mit dem etwa doppelt so langen Kölnpfad identisch ist, und mit Unterstützung von Sponsoren eine kostenlose Wanderkarte aufgelegt.

## Rechtsrheinischer Grüngürtel
Der rechtsrheinische Festungszug verlief eher in nord-südlicher Richtung zwischen den auch dort die Wohnbebauung umfahrenden Bahnlinien und den Vororten. Ebenso verläuft der hier zwar nicht so deutlich ins Auge fallende, aber dennoch vorhandene Grünzug mit Friedhöfen, Kleingärten, Sportanlagen und Parkflächen. Die bedeutendste Anlage im rechtsrheinischen Grüngürtel ist die Merheimer Heide.

## Radiale Verbindungen
Bereits 1896 war im Bereich des Gutes Kitschburg in Köln-Lindenthal der 105 Hektar große Kölner Stadtwald angelegt worden. Der Blücherpark zwischen Nippes und Neuehrenfeld entstand zwischen 1910 und 1913. Der Fritz-Encke-Volkspark von 1922/1926 und der Vorgebirgspark von 1911 bis 1913 liegen zwischen Zollstock und Raderberg und verbinden im Grünzug Süd den Grüngürtel mit dem Volksgarten. Die 70 Hektar großen Müngersdorfer Sportanlagen mit den Jahnwiesen entstanden 1921. Diese Freiflächen zwischen den radial von Köln ins Umland strebenden Straßen, an denen sich auch die Vorort-Stadtentwicklung vollzog, konnten freigehalten werden und als Ansatz für einen Grün- und Frischluftzug zur Innenstadt entwickelt werden. Besonders deutlich ist dies in der Verbindung von Äußerem Grüngürtel, Stadtwalderweiterung mit Arboretum, Stadtwald und den Spazierwegen am Lindenthaler Kanal im Verlauf der Rautenstrauch- und Clarenbachstraße bis zum Aachener Weiher des Inneren Grüngürtels.

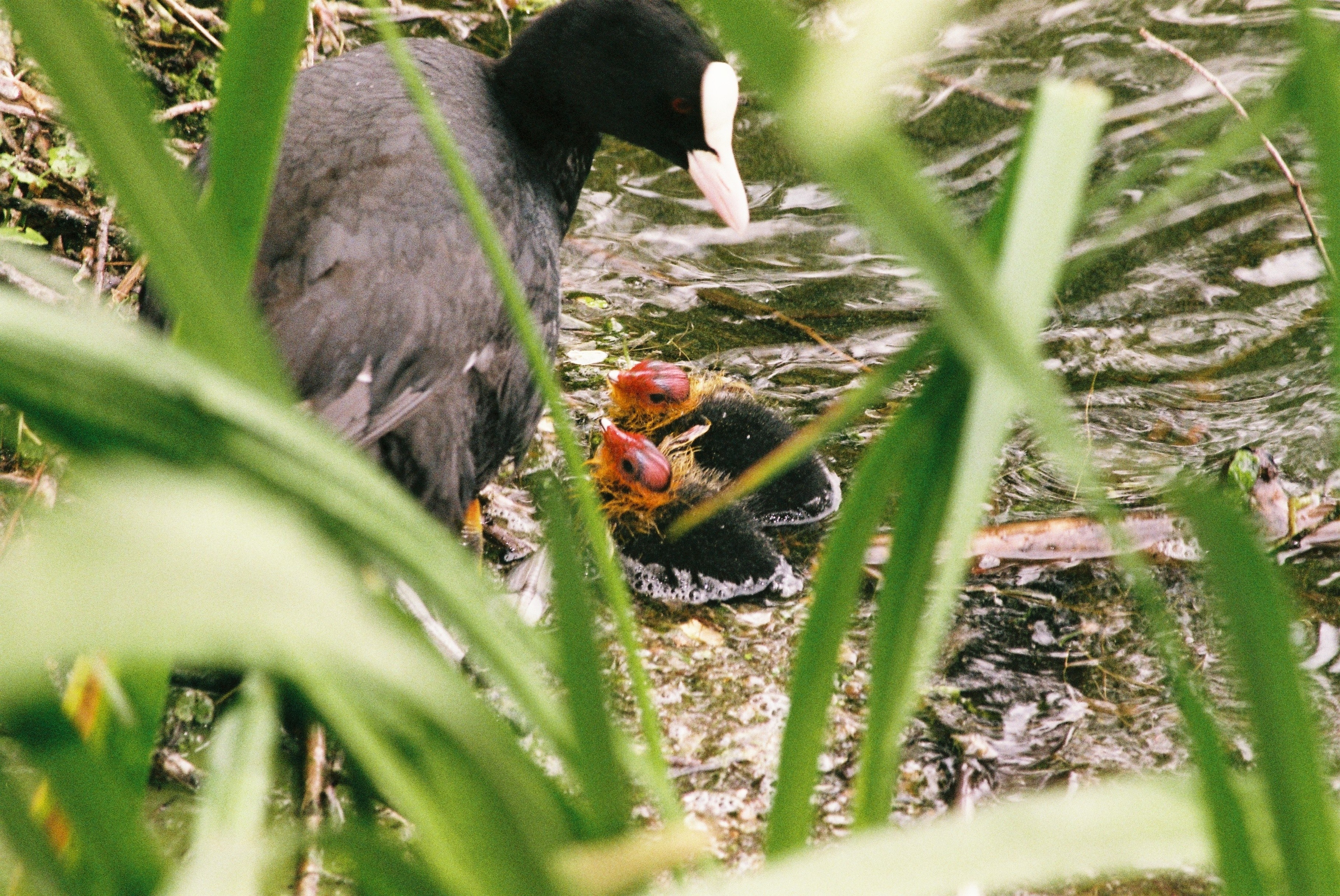
Blesshuhn mit Küken am Kalscheurer Weiher

## Veränderungen nach dem Zweiten Weltkrieg
Manche Freiflächen des Inneren Grüngürtels mussten unmittelbar nach Ende des Zweiten Weltkrieges als Schuttabladefläche für einen Teil des Trümmerschutts von 30 Millionen m³ des zu über 80 Prozent zerstörten Köln dienen (zum Beispiel im Inneren Grüngürtel Herkulesberg, aber auch an verkehrsgünstigen, mit dem Zug erreichbaren Stellen im Äußeren Grüngürtel, zum Beispiel an der Vorgebirgsbahn vor Efferen). In einigen Randbereichen wurde der Innere Grüngürtel dann auch bebaut (mit Hochhäusern und Fernsehturm Colonius, aber auch mit den Gebäuden der Naturwissenschaften als Erweiterung des Universitätscampus). Ein besonderes Schmuckstück ist das am Aachener Weiher erbaute Ostasiatische Museum mit kleinem japanischem Garten.

## Kölner Grün Stiftung

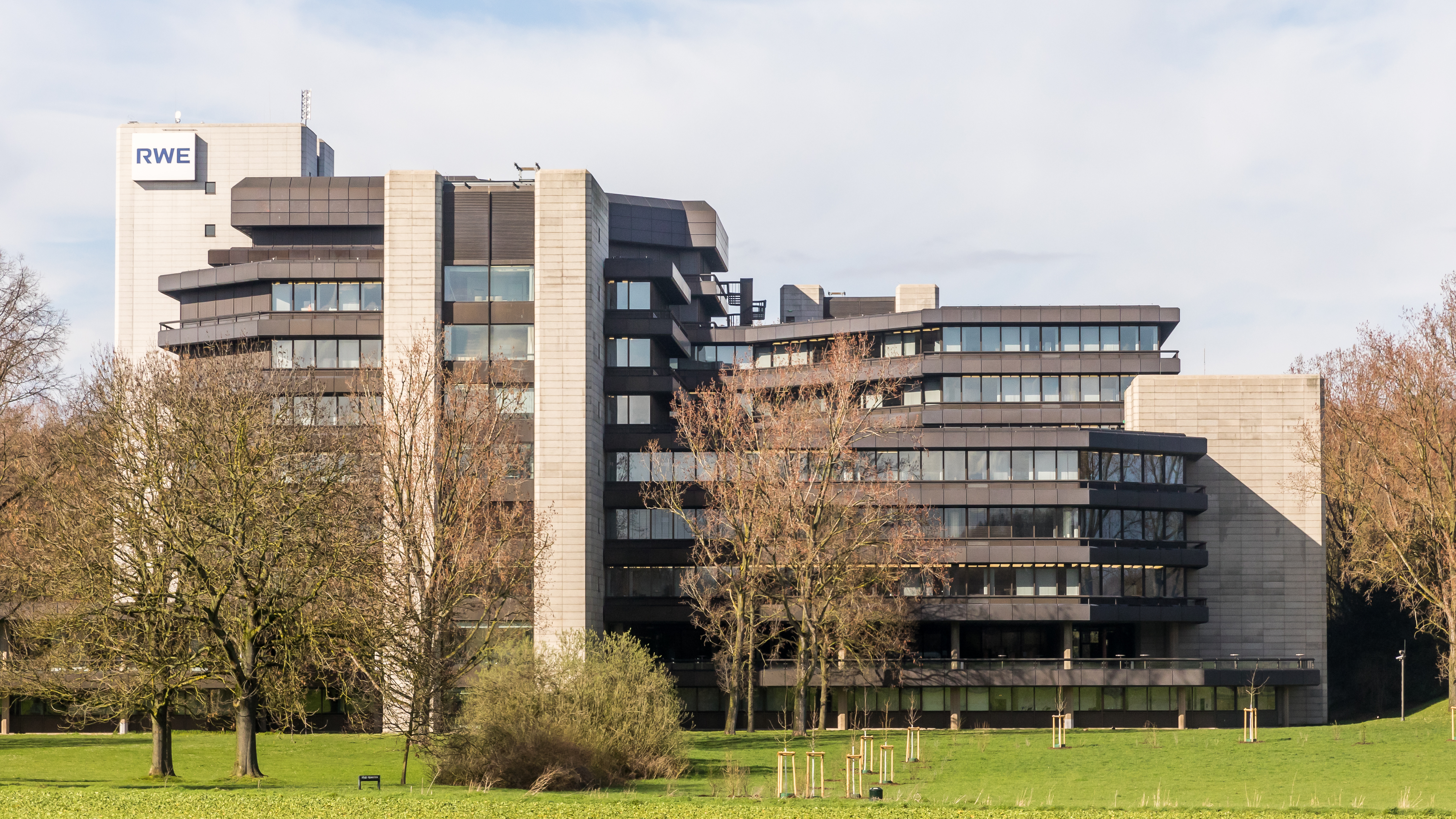
Verwaltungsgebäude der Fa. Rheinbraun im Kölner Grüngürtel

Die Idee Adenauers und Schumachers wird stetig weiterentwickelt, soweit das möglich ist. So kann der Naturpark Rheinland jenseits der Ville als Dritter Kölner Grüngürtel angesehen werden. Gemeinsam mit den Planungsbehörden des Umlands werden die radialen Verbindungen der Grüngürtel dann auch bis zum Naturpark weitergeführt.
Als Teil ihrer Corporate Social Responsibility haben die Enkel Konrad Adenauers, die Bauunternehmer Paul Bauwens-Adenauer und Patrick Adenauer, im Jahre 2004 die Kölner Grün Stiftung gegründet, die am 17. November 2006 erstmals mit einer Bestandsaufnahme und mit einem Handlungsbedarfskatalog, überreicht an den damaligen Oberbürgermeister Fritz Schramma, an die Öffentlichkeit trat. Die Stiftung, unter Beatrice Bülter als Geschäftsführendem Vorstandsmitglied, hofft, durch weiteres bürgerliches und städtisches Engagement, Mäzene und Sponsortum der Industrie dem teilweise desolaten Zustand des historischen Kölner Grünsystems entgegenwirken zu können. Dem Kuratorium der Stiftung gehören weitere namhafte Kölner Persönlichkeiten an.
Im Sommer 2007 startete die Kölner Grün Stiftung die Bürgerstiftungsaktion „1000 Bänke für Köln“, um den Inneren und den Äußeren Grüngürtel sowie deren radiale Verbindungen und Kölner Grünanlagen mit mehr Bänken und Abfallbehältern auszustatten, die von einer Behindertenwerkstatt gefertigt werden. Die Spender können an den Bänken eine Messingplakette mit individuellem Text anbringen lassen und den Standort weitgehend selber bestimmen. Mittlerweile wurden mehr als eine Million Euro für Bänke im Grünen von Privatleuten und Firmen gespendet. „1000 Bäume für Köln“ heißt mittlerweile ein weiteres Projekt, bei dem man über die Stiftung Strassenbäume spenden kann. Auch da können Messingschilder angebracht werden. Zahlreich sind die bisher in Kooperation mit der Stiftung realisierten Projekte an einzelnen Abschnitten des gesamten Kölner Grünsystems. RWE Power (vormals Rheinbraun), das am Grüngürtel an der Dürener Straße seine Verwaltung hat, konnte zum Beispiel für eine Spende zur Wiederherstellung des an den äußeren Stadtwald grenzenden Arboretums gewonnen werden, andere Unternehmen unterstützten 2013 die Sanierung des Pavillons im Rosengarten der Stadt Köln. Analog zum Masterplan für Köln von 2008 des Architekten Albert Speer junior, zu dessen Initiatoren ebenfalls Paul Bauwens-Adenauer gehörte, wurde in Zusammenarbeit mit der Stadt, Speer, Landschaftsarchitekten und den Bürgern dieser Stadt unter dem Projektnamen Grüngürtel:Impuls 2012 ein Generalplan für die Sanierung des gesamten Grünsystems ausgearbeitet. Dieses Planwerk wurde 2013 vom Rat der Stadt Köln verabschiedet. Oberbürgermeister Jürgen Roters unterschrieb mit den Stiftungsgründern eine gemeinsame Charta.

## Landschaftspark Belvedere
Der Landschaftspark Belvedere entstand als neuestes Projekt im Rahmen der Weiterentwicklung des Kölner Grüns. Er liegt im Außenbereich zwischen Müngersdorf und Bocklemünd. Er wurde 2014 der Öffentlichkeit übergeben und vervollständigt seitdem den Äußeren Kölner Grüngürtel und ist Teil eines der Korridore, die diesen mit dem Naturpark Rheinland verbinden.

## Erweiterung Eifelwall

Grün: Erweiterung des Inneren Grüngürtels am Eifelwall:
Rot: Planungsgebiet für den Neubau des Historischen Archivs der Stadt Köln

Durch die Umwandlung einer Gewerbebrache im Kölner Stadtteil Sülz, begrenzt im Westen von der Luxemburger Straße, im Norden vom Eifelwall, im Süden von der Hans-Karl-Nipperdey-Straße und im Osten von einem Bahnkörper, soll der Innere Grüngürtel erweitert werden. Im nördlichen Teil der Gewerbebrache ist der Neubau des Historischen Archivs der Stadt Köln geplant. Die zunächst beschlossene Unterbringung der Kunst- und Museumsbibliothek wurde im Juli 2013 aus Kostengründen aufgegeben. Nach Fertigstellung des Archivgebäudes im Jahr 2021 stand ab 2022 die Änderung des Flächennutzungsplans für diesen Bereich an.

## Medien
- Rheinhard Zeese: 1900 Jahre befestigtes Köln, CD, LEB – Brühl, 2006
- Rheinhard Zeese: Historische Parks und öffentliche Gärten in Köln 1801 bis 1932, CD, LEB – Brühl, 2007

## Belege
1. ↑  Rufus Barke: Reisen in die Heimat: Köln, J. P. Bachem Verlag, Köln 2010, ISBN 978-3-7616-2333-6, S. 149 f.
2. 1 2  Hendrik Marquardt: Sanierung der Alhambra ist abgeschlossen. In: Kölner Stadt-Anzeiger. 9. August 2024, S. 24 (ksta.de).
3. 1 2  Grünanlage Alhambra. Stadt Köln, 22. März 2024, abgerufen am 10. August 2024.
4. ↑  Monika Salchert: Stele für Carola Williams: Erinnerung an Kölns berühmteste Zirkus-Direktorin. In: ksta.de. 8. Mai 2018, abgerufen am 2. Juli 2022.
5. ↑  Kleiner Führer durch Köln, hg. vom Verkehrsamt der Stadt Köln, 1927, (zur Internationalen Presseausstellung Köln Pressa 1928), S. 83
6. ↑  Waldlabor Köln. Abgerufen am 2. Juli 2022.
7. ↑  Vereinsgeschichte – Unser Kalscheurer Weiher e. V. Abgerufen am 2. Juli 2022 (deutsch).
8. ↑  Kölner Stadt-Anzeiger vom 1./2. September 2007
9. ↑  Engagement – Bauwens. Abgerufen am 2. Juli 2022.
10. ↑  Organisation – Kölner Grün Stiftung. In: koelner-gruen.de. Abgerufen am 2. Juli 2022.
11. ↑  Regina Goldlücke: Rettung für die Oasen der Stadt Die Adenauer-Brüder sorgen sich um die Kölner Grünflächen. In: Welt am Sonntag. Nr. 48, 26. November 2006, NRW, S. 7.
12. ↑  Grüngürtel Impuls Köln. In: koelner-gruen.de. Kölner Grün Stiftung, abgerufen am 2. Juli 2022.
13. ↑  Jörg Böhnk: Lückenfüller für den Grüngürtel PROJEKT IMPULS 2012 Grün-Stiftung richtet Augenmerk auf rechtsrheinische Flächen. In: Kölner Stadt-Anzeiger. 24. September 2011, S. 34.
14. ↑  Clemens Schminke: Ein großer Garten für alle Kölner ÄUSSERER GRÜNGÜRTEL Stiftungsgründer überreichen Oberbürgermeister Entwicklungskonzept. In: Kölner Stadt-Anzeiger. 9. Mai 2013, S. 23.
15. ↑  TOP Ö 10.32: Eifelwall, Neubau Hist. Archiv und Kunst- und Museumsbibliothek mit Rheinischem Bildarchiv. In: ratsinformation.stadt-koeln.de. 17. Juli 2013, abgerufen am 2. Juli 2022.
16. ↑  Pläne für Inneren Grüngürtel werden offengelegt. Abgerufen am 2. Juli 2022.
17. ↑  Presseinformation der Stadt Köln/Stadtentwicklung synergon zum Beteiligungsverfahren und freiraumplanerischen Wettbewerb Masterplan Innerer Grüngürtel + Erweiterung Eifelwall, Köln - „MaIn Grüngürtel“ von September 2012